# Eis am Stiel (Film)
Eis am Stiel (hebräisch אסקימו לימון Eskimo Limon) ist ein israelischer Spielfilm von Boaz Davidson aus dem Jahr 1978, dessen Hauptakteure von Yiftach Katzur, Jonathan Sagall und Zachi Noy gespielt werden. Es handelt sich um eine dosierte Mischung aus Coming-of-Age-Film und Komödie, bei der jedoch der Humor überwiegt. Für weitere Filme dieser Art wurde später der Begriff Teenager-Klamotte geprägt. Aufgrund des großen Erfolges wurde eine Reihe von Fortsetzungen gedreht, die ebenfalls den Titel Eis am Stiel, mit einem jeweils anderen Untertitel, tragen.

## Handlung
Die drei Freunde Benny, Johnny und Momo wachsen im Tel Aviv Ende der 1950er Jahre auf. Ihre größte Leidenschaft sind Mädchen, Partys und die Jagd nach sexuellen Erlebnissen.
Benny ist chronisch in Geldnöten, aber zu seinem Glück leiht ihm sein übergewichtiger Kumpel Johnny regelmäßig etwas. Außerdem arbeitet Benny nebenbei als Eisverkäufer. Bei einer Auslieferung lernt er die nymphomanische Stella kennen, die ihn zu verführen versucht. Benny geht zunächst nicht auf ihre Angebote ein, erzählt aber sofort Johnny und Momo von diesem Erlebnis. Die drei Freunde besuchen Stella noch am selben Tag, und Benny hat ihnen nicht zu viel versprochen. Überraschend klingelt plötzlich Stellas Freund Jimmy, ein kräftiger Seemann, und ertappt die Protagonisten auf frischer Tat. Die Freunde fliehen daraufhin, teilweise halb nackt, aus der Wohnung.
Wenig später landen die drei Jungs bei einer Prostituierten, von der sie sich Filzläuse einfangen. Nachdem die Behandlung mit Insektenbekämpfungsmittel nicht gewirkt hat, überwinden sie sich zum Besuch einer Apotheke. Es kommt zu einer peinlichen Szene, da sich keiner so richtig traut, das Problem auszusprechen. Schließlich versteht der Apotheker aber, um welche Beschwerden es sich handelt, und verkauft den Jungs das Mittel, das ihre Leiden beendet.
Kern der Story ist Bennys Liebe zu Nili. Um Bekanntschaft mit ihr zu schließen, lässt er heimlich die Luft aus ihrem Fahrradreifen heraus und bietet ihr anschließend eine Mitfahrt auf seinem Fahrrad an. Nili ist aber an Bennys bestem Kumpel und Frauenschwarm Momo interessiert. Nachdem Momo sie geschwängert und mit ihr Schluss gemacht hat, kommt es zu einem heftigen Streit zwischen den bis dahin besten Freunden. Benny kümmert sich daraufhin um die verzweifelte Nili und organisiert und bezahlt eine Abtreibung, während er sich stark für sie verschuldet. Während die übrigen Jugendlichen im Ferienlager sind, wohnen Nili und Benny noch eine Zeit in einem Haus von Bennys verreistem Onkel. Benny gesteht Nili seine Liebe und es scheint, als hätte er ihr Herz erobert. In der Schlussszene findet er jedoch Nili in Momos Armen. Der Film endet mit einem maßlos enttäuschten Benny, der einsam die Straße entlang geht.

## Titel
Der hebräische Originaltitel bezieht sich auf eine heute noch erhältliche Sorte eines Eislutschers mit dem Namen Eskimo. Dieses Produkt der Strauss Group ist in mehreren Geschmacksrichtungen erhältlich, eine davon Zitrone.

## Story
In einer Dokumentation aus dem Jahr 2018 über die Filmreihe berichtet der Regisseur Boaz Davidson, dass er eine ganz ähnliche Geschichte wie Benny im Film erlebt hat und den Film drehte, um diese Erfahrung zu verarbeiten.

## Kritiken
Das Lexikon „Filme im Fernsehen“ lobte den Film als „(…) laut, frech, entwaffnend offen; ‚American Graffiti‘ israelisch.“ und gab ihm mit 2½ Sternen eine überdurchschnittliche Wertung.
Das Lexikon des internationalen Films hingegen kritisierte: „Erst gegen Ende ist bei diesem Versuch, das Thema der pubertären Sexualität mit den Mitteln grobschlächtiger Unterhaltung in den Griff zu bekommen, eine gewisse Behutsamkeit zu spüren.“
Die NDR-Dokumentation „Eskimo Limon. Eis am Stiel. Von Siegern und Verlierern“ (2018) setzt sich kritisch mit dem Filmwerk auseinander.

## Auszeichnung
Der Film erhielt 1979 eine Golden-Globe-Nominierung in der Kategorie „Bester Ausländischer Film“. Er nahm außerdem am Wettbewerb der Berlinale 1978 teil. Laut Filmjournalist Martin Hentschel war Eis am Stiel, wie in britischen Verleih-Ankündigungen jener Zeit zu lesen war, auch bei der Vorauswahl als einer von insgesamt neunzehn Beiträgen für den „besten fremdsprachigen Film“ bei den „51. Annual Academy Awards“ im Rennen, zählte am Ende jedoch nicht zu den fünf Oscar-Nominierten in dieser Kategorie.

## Fortsetzungen
In den folgenden Jahren entstanden diese Fortsetzungen:
- Eis am Stiel 2 – Feste Freundin (1979)
- Eis am Stiel 3 – Liebeleien (1981)
- Eis am Stiel 4 – Hasenjagd (1982)
- Eis am Stiel 5 – Die große Liebe (1984)
- Eis am Stiel 6 – Ferienliebe (1985)
- Eis am Stiel 7 – Verliebte Jungs (1987)
- Eis am Stiel 8 – Summertime Blues (1988)

Ableger von Teil IV:
- Hasenjagd II (1983) (Militär-Klamotte)

Neuverfilmung mit anderen Hauptdarstellern:
- Die letzte amerikanische Jungfrau (1982)
- Eis am Stiel 2001 – die neue Generation (2001)